# Књига
Књига (више претпоставки порекла речи: од германског kenning (знак);  прасловенског преко корена *кънъ (дебло) и суфикса *-ига), у ширем смисли означава сваки писмом фиксиран језични документ већег обима, забележен на лако преносивом материјалу. Предуслов за појаву књиге било је постојање писма и одговарајућег материјала на коме би се писало. Књига је и обично преносиви физички објекат и тело нематеријалних репрезентација или интелектуалног објекта чији материјални знакови су написане или нацртане линије.
Као физички објекат, књига је обично свежањ углавном правоугаоних страница (направљених од папируса, пергамента, велума или папира) оријентисаних са једном дужом страном (било лево или десно, у зависности од правца у коме се чита писмо) везаних, зашивених или другачије фиксираних заједно, а затим књиговезаних за флексибилну кичму заштитних корица од тежег, релативно крутог материјала, тако да, када се отворена предња корица преклопи са довољно масовном количином листова, књига може да лежи равно. Технички израз за овај физички аранжман је кодекс (у множини кодекси). У историји ручне физичке подршке за дуготрајне писане композиције или записе, кодекс замењује свог непосредног претходника, свитак.
Као интелектуални објекат, књига је прототипски састав толико велике дужине да је потребно знатно улагање времена за њено састављање и још увек значајно, мада не толико обимно, улагање времена за читање. Овај осећај књиге има ограничен и неограничен смисао. У ограниченом смислу, књига је самодовољна секција или део дужег састава, што је употреба која одражава чињеницу да је у древним временима требало да дуги радови буду написани у неколико свитака, а сваки свитак је морао бити идентификован књигом коју је садржао. Тако, на пример, сваки део Аристотелове Физике се зове књига, као што и Библија обухвата мноштво различитих књига. У неограниченом смислу, књига је композициона целина таквих секција, било да се зову књиге или поглавља или делови, они су делови.
Међутим интелектуални садржај у физичкој књизи не мора бити састав, да би се назвала књигом. Књиге се могу састојати само од цртежа, гравира или фотографија, или таквих ствари као што су укрштене речи или лутке за изрезивање. У физичкој књизи странице могу остати празне или могу садржати апстрактан скуп линија као подршку за текуће уносе, нпр. рачуноводствених налога, књига заказивања, књига извештаја, књига аутограма, бележница, дневник или роковник, или блок за цртање. Неке физичке књиге направљене су са страницама које су дебеле и довољно чврсте да подржавају друге физичке објекте, као што је албум (за новинске чланке, листове, цветове, ...) или фотографски албум.
Књиге се могу дистрибуирати у електронској форми као електронска књига и другим форматима. У својој „Ревидираној препоруци о међународној стандардизацији статистике о производњи и дистрибуцији књига, новина и часописа” од 1. новембра 1985. године, Организација уједињених нација за образовање, науку и културу (Унеско) изјавила је да је „уверена да је пожељно да национални органи који су одговорни за прикупљање и извештавање статистичких података који се односе на производњу и дистрибуцију штампаних публикација треба да се руководе одређеним стандардима у смислу дефиниција, класификације и презентације,” како „би се побољшала међународна упоредивост статистика”. Они су дефинисали књигу као „непериодичну публикацију од најмање 49 страница не рачунајући насловне странице, објављену у земљи и учињену доступном јавности”, тако да се статистика књига може прикупити за:
- (а) Владине публикације, тј. публикације које издају јавне управе или њихови помоћни органи, осим оних који су поверљиви или дизајнирани само за интерну дистрибуцију;
- (б) Школски уџбеници, књиге прописане за ученике који добијају образовање на првом и другом нивоу како је дефинисано у ревидираној Препоруци о међународној стандардизацији статистике образовања усвојене на Генералној конференцији;
- (ц) Универзитетске тезе;
- (д) Сепарати, тј. репринти дела књиге или већ објављеног часописа, под условом да имају наслов и посебну пагинацију и да представљају посебан рад;
- (е) Публикације које чине део серије, али које чине одвојене библиографске јединице;
- (ф) Илустровани радови: (i) Збирке штампаних материјала, репродукције уметничких дела, цртежа итд., када такве колекције формирају потпуне, пагиниране томове и када су илустрације праћене објашњавајућим текстом, колико год кратким, који се односи на ове радове или саме уметнике; (ii) Албуми, илустроване књиге и памфлети написани у облику континуираних нарација, са сликама које илуструју одређене епизоде; (iii) Албуми и сликовнице за децу; (iv) Стрипови.[3]

Један лист у кодексу је лист, а свака страна листа је страница.
Иако се у обичном академском жаргону монографија схвата као специјалистички академски рад, а не референтни рад о појединачном научном предмету, у библиотекарској и информационој науци монографија има много шире значење и означава било коју несеријску публикацију комплетну у једном тому (књизи) или ограниченом броју томова (чак и роман попут Прустовог дела У трагању за изгубљеним временом у седам томова), за разлику од серијских публикација попут магазина, журнала или новина. Страствен читалац или колекционар књига или заљубљеник у књиге је библиофил. Продавница где се књиге купују и продају је књижара. Књиге се такође продају на другим местима. Књиге се могу позајмити из библиотека. Гугл процењује да је од 2010. године објављено око 130.000 различитих наслова. У неким богатијим нацијама, продаја штампаних књига је опала због употребе електронских књига, мада је и продаја самих електронских књига опала у првој половини 2015.

## Етимологија
Енглеска речи book потиче од староенглеске речи „bōc”, која је изведена из германског корена „*bōk-”, когната са „beech”. Слично томе, у словенским језицима (на пример, руском, бугарском, македонском) „буква” („слово”) је когнат са „буквом”. У руском и у српском и македонском, реч „букварь” или „буквар” се специфично односи на уџбеник основне школе који помаже деци да савладају технике читања и писања. Стога се претпоставља да је најраније индоевропско писање можда било урезано у кори букве. Слично томе, латинска реч codex, која означава књигу у модерном смислу (везану и са засебним листовима), првобитно је значила „блок дрвета”.

## Историја

### Антика
Кад су системи писања настали у древним цивилизација, разни предмети, као што су камен, глина, кора дрвета, металне плоче и кости су кориштени за писање; они се проучавају у епиграфици.

### Стари век
Историја књиге обухвата период од 50 векова. У овом периоду књига је имала различите облике, што је највише зависило од материјала од ког се израђивала.
Најстарије претече књига су сумерске глинене плочице. Потичу из 3. миленијума п. н. е. и на њима су бележени текстови различитог садржаја. Исписиване су с обе стране а потом сушене или печене. Понекад су повезиване кожним тракама у диптихе или триптихе и то су најстарији облици слични књизи какву данас познајемо. На глиненим плочицама исписан је и „Еп о Гилгамешу“. Након глинених плочица појављују се воштане таблице (лат. tabulae), прављене од дрвета и премазиване слојем воска по коме се писало заоштреном писаљком - стилусом. Воштане таблице коришћене су у старом Риму, затим у средњем веку у многим земљама Европе, а у Србији до краја 18. века..
У Египту се пре око 3000 год. п. н. е. појавио свитак. Свитак је трака од папируса намотана око два дрвена штапа - по један на сваком крају. У антици се назива volumen, а у средњем веку rotulus. Од Египћана су га преузели и други народи, па је он постао најраширенији облик писаног документа хеленистичког и римског периода. Јеврејске богослужне књиге и данас су на свицима. У Кини су се прве књиге писале на спојеним бамбусовим дашчицама, које су касније заменили свици од свиле.
У старом веку књиге су се писале и на кори од дрвета, палмином лишћу, животињским кожама, различитим врстама текстила, на плочицама израђеним од дрвета, различитих метала, слоноваче, воска итд. Око 3. века п. н. е. кожа је почела да се израђује у финијем облику, тј. као пергамент, што је довело до битне промене у облику књиге и настанка кодекса (рукописне књиге) - књиге у облику какав данас познајемо.

### Средњи век
Средином 5. века, пергамент је у потпуности заменио папирус. Пергамент се прави од овчије или козје коже. Пергаменти су исписивани са једне стране, сечени да буду исте величине, састављани по два међусобно у листове (folia) а потом спајани кожним врпцама и повезани у свеске.
Свесци су се затим слали писару који ће исписати текст. Писар је раздвајао листове и писао страницу по страницу. Велин је био дебео, тако да се могло писати са обје стране. Текст кодекса најчешће је писан у две колоне на страници, без прекида и без одвајања речи. Ради уштеде времена и материјала речи су често скраћиване, а слова међусобно повезивана. Писање текста и његово уметничко украшавање ретко је радила иста особа. Посао се делио на писаре, преписиваче (калиграфе) и илуминаторе.
Идући корак било је слање исписаних свезака књиговесцу, да од њих направи књигу. Слагањем листова једног на други и њиховим повезивањем кожном врпцом (cauda, coda) настајале су ове прве књиге, а управо је кожна врпца дала и име овом облику рукописне књиге - кодекс (caudex, codex)., како су се у средњем веку називале. Пошто би саставио листове књиговезац је правио дрвене корице, па је крајеве конца провлачио кроз рупе избушене на дашчицама и на тај начин спајао странице на корицама. На крају је лепио велики комад коже на споју исписаних одељака и дрвених корица. Корице су по правилу пресвлачене кожом, а углови су окивани металним оковима. За скупоцене повезе коришћени су скупи материјали, злато и позлаћени орнаменти. Касније је повезивање усавршено. Пронађени су нови начини да се књига украси и боље сачува. Повезивање рукописне књиге у средњем веку развило се у посебну врсту уметничког рада.
Значајна промена догодила се увођењем папира, новог материјала за писање, који је пронађен у Кини у 2. веку. У 8. веку Арапи су папир пренели у Европу. О општој употреби папира у Европи може се говорити тек од 15. века. Увођење папира знатно је појефтинило израду књиге. Средњовековне књиге су већином биле Библије, проповеди и остали верски списи. С појавом папира почеле су се писати и књиге из области права, медицине, природних наука, а још касније и неколико летописа и романа. Највећи број књига у средњем веку писан је на латинском језику.

## Умножавање књига
У почетку су књиге умножаване руком (средњев. лат. manuscript према лат. manu scriptum - руком написано). Писањем и преписивањем рукописа бавили су се образовани људи који су били цењени у свим цивилизацијама.
Међутим, умножавање књига механичким путем од давнина је привлачило људску пажњу. Већ у старом веку појавили су се и први начини механичког умножавања књига. Још су Вавилонци употребљавали посебне калупе израђене у негативу, који су притиском на глинену плочу на њој остављали читљив текст. Касније се јавља ксилографија, отискивање штампаних страна помоћу дрвених клишеа. У Кини су се још почетком нове ере појавиле претече штампане књиге – дрворезне књиге штампане помоћу резбарених дрвених плочица.
У Европи се књиге штампане техником ксилографије појављују крајем 14. века. Дрвене плоче резане су у негативу, отискиване само на једну страну папира, а онда су папири спајани лепљењем и добијани листови. Спајањем оваквих листова добијале су се блок књиге. Од многобројних блок књига с прве половине 15. века до данас је сачувано свега стотинак примерака.

## Штампарска машина
Међутим, до половине 15. века израда књига је и даље била спора и скупа. Један од највећих проналазака у историји књиге и културе уопште био је проналазак европског штампарства покретним словима за који је заслужан Јохан Гутенберг. Књига постаје јефтинија, продире међу најшире слојеве становништва и постаје главни чинилац у ширењу науке и општег образовања. Прве штампане књиге звале су се инкунабуле и личиле су на кодексе.

### Фикција
Књиге садрже измишљен материјал, углавном наративе али присутне су и друге литерарне форме као што је поезија. Већина фикције се дели по литерарној форми и жанру. Роман је уобичајена форма научнофантастичне књиге, садрже заплет, тему и ликове. Новела се понекад користи за  научнофантастичну прозу, углавном између 17.500 до 40.000 речи а новелетеа за 7.500 и 17.500 речи. Приповетке понекад могу имати до 10.000 речи али дужина реченица варира.
Стрипови и графичке новеле су књиге где је прича илустрована. Ликови и наратор користе дијалоге у балончићима да пренесу вербални разговор.

### Нефикција
Књиге су засноване на чињеницама, теме су махом историја, политика, друштвени и културни проблеми, аутобиографије и мемоари. Готово сва академска литература спада у ову групу.

#### Референтни радови
Књиге су које садрже фактографске податке на које се касније други могу реферисати али без субјективног уплива аутора. Алманах је пример референтног рада; он садржи податке и информације о многим темама. Енциклопедија је књига или том књига које има детљније чланке о многим темама. Речници су спискови речи који садрже њихово значење, етимологију и друге информације. Атласи су скупови мапа.

#### Стручна литература
Књиге су које дају упутства како нешто урадити или са тим руковати као на пример упуство за руковање. Други примери су књиге о спремњу хране, одржавању аутомобила и сл.

#### Верска литература
Књиге су које верници одређене конфесије сматрају светима. Он садрже начине, правила и законе како један верник треба да упражњава своју веру.

## Електронске књиге
Дигитална технологија довела је до појаве електронске књиге.

## Материјална обележја књиге
- Сваки лист књиге састоји се од две странице (recto и verso).
- Књига се штампа у штампарским табацима.
- Пресавијањем табака настаје штампарски слог.
- Спајањем слогова настаје књижни блок.
- Формат књиге мери се дужином хрбата[1]

## Књига код Срба
- Најстарија сачуване рукописне књиге писане ћирилицом потичу из 12. века. Најзначајнија међу њима је Мирослављево јеванђеље.
- 4. јануара 1494 објављена је прва књига на словенском југу штампана ћирилицом. То је био Октоих првогласник.[12]
- 4. августа 1552. године завршено је штампање прве књиге одштампане у Београду. То је било Београдско четворојеванђеље.[13]
- Године 1934. Радивој С. Момирски из Великог Бечкерека (данашњег Зрењанина) објавио је најкраћу књигу на свету. Њен наслов је био (питање): "Шта управља светом?", а једина реч у целој "књизи", на трећој страни је била (одговор): "новац". Исте године је књига, чија је цена један динар, имала три издања. Аутор је био на путу да се на брзину обогати.[14]

## Галерија
- Антички папирус. Приказује бога Озириса и мерење срца.
- Књига од низа штапића од бамбуса, повезаних тканином. Из конфуцијанског манастира у Кини. Налази се у Удружењу Адлигат у Београду.
- Магијска књига племена Батак из џунгла Индонезије. Направљена, написана и осликана руком, листови су направљени од палминог лишћа, корице од костију.
- Будистички молитвеник из Мјанмара, осликан са једне стране животописом Буде, а са друге руком исписаним молитвама. На корицама се налазе бакарне фигуре слонова.
- Молитвеник из пустиње Гоби у Монголији.
- Свитак - Велика повеља слобода (Magna carta libertatum) (енгл. The Great Charter).
- Пергамент
- Кинеске књиге, писане на бамбусовим дашчицама.
- Корица кодекса са византијском иконом распећа. Метрополитен музеј, Њујорк.
- Остаци спаљене књиге из националне библиотеке Србије после немачког бомбардовања Београда 1941.